# Bošnjaci
Bošnjaci ist eine Ortschaft und die gleichnamige Gemeinde in der kroatischen Gespanschaft Vukovar-Srijem östlich der Stadt Županja in der Nähe des Flusses Save. Sie hat eine Fläche von 94,96 km².

## Geschichte
2011 zählte die Ortschaft 3.901 Einwohner. Die meisten sind kroatischer Nationalität. Das Gebiet der Gemeinde war schon in der Zeit des Neolithikums bevölkert. In der Mitte des 20. Jahrhunderts wurde in der Umgebung Bošnjaci eine Nekropole gefunden, bei deren Untersuchung wichtiges archäologisches Material aus dem 10. und 12. Jahrhundert gefunden wurde. Zum ersten Mal wurde der Name des Ortes Bošnjaci 1476 in den wichtigsten geschriebenen Dokumenten erwähnt. Damals waren Bošnjaci die einzige Ortschaft auf diesem Gebiet. Anfang des 18. Jahrhunderts bildeten sie die Militärgrenze zum Osmanischen Reich. Wegen der Militärgrenze hatten die Menschen bestimmte Verpflichtungen gegenüber der Regierung (z. B. den Schutz der Grenze, in den Krieg ziehen) aber auch ihre Rechte (das Land urbar machen).

### Kirche
Von 1729 bis 1749 gab es in der Gemeinde nur eine Kirche aus Holz, die des Heiligen Bischofs Martin, und zwei Friedhöfe, östlich den Friedhof des Heiligen Evangelisten Markus und südwestlich den Friedhof des Heiligen Kreuzes. 1755 lebten im Dorf 970 Einwohner. Im 18. Jahrhundert hatte die Pfarre eine Zeitlang ihren Sitz in Bošnjaci und dann später in Županja. 
Seit 1789 hat das Dorf seine eigene Pfarre, die von Priestern geleitet wird. Die heutige Kirche des Heiligen Bischofs Martin wurde von 1792 bis 1794 gebaut. Die ersten Priester, gebürtig aus diesem Dorf, wurden am Anfang des 18. Jahrhunderts erwähnt und bis heute stammen über 20 aus Bošnjaci. 
Eines der wichtigsten Ereignisse aus dem Jahr 1945 ist die Erscheinung der Heiligen Jungfrau Maria. Die Erscheinungen dauerten bis 1963. Nach dem Kroatienkrieg wurde der Ort der Erscheinungen zum heiligen Ort ernannt und unter Schutz gesetzt.

### Schule
Die Schule in Bošnjaci gibt es seit 1810. Am Anfang war es nur ein Haus, und das erste Schulgebäude wurde erst 1827 gebaut. Wegen der großen Zahl der Kinder musste ein neues Schulgebäude 1979 (später auch der Sportsaal) gebaut werden, und heute wird die Schule von etwa 450 Kindern besucht. Nach dem Zweiten Weltkrieg trug die Schule den Namen „Vladimir Nazor“ und später bekam sie einen neuen Namen, nach dem gläubigen Schriftsteller fra. Bernardin Tomo Leaković.

## Wirtschaft
Den stärksten wirtschaftlichen und demographischen Impuls bekam der Ort Mitte und in der 2. Hälfte des 19. Jahrhunderts, als die Erntezeit und die Überarbeitung des Eichenholzes aus dem naheliegenden Spatschwanischem Wald begann, der für seine Qualität der Eiche in ganz Europa bekannt ist. Wegen des großen Bedarfes an qualitätsvoller Holzbearbeitung und der Arbeitskraft, kamen in dieses Gebiet auch andere Waldarbeiter aus anderen kroatischen Gebieten. Als die Arbeiter mit ihren Familien kamen, konnte man den Unterschied in der Zahl der Einwohner von 1857 bis 1869 sehen. Nach der ersten offiziellen Volkszählung 1857 lebten im Dorf 3100 Einwohner und diese Zahl stieg im Jahr 1869 auf 3955 Einwohner.

## Sport und Kultur
Der erste Fußballklub „Bošnjaci“ wurde 1927 gegründet, aber die offizielle Gründung des heutigen NK „Zrinski“ war 1933. Es gab früher noch mehrere Vereine, die nur kurz eine Wirkung ausübten. Neben 6 politischen Parteien, gibt es einen Rentnerklub, den Handballklub „Zrinski“, den Schachklub „Bošnjaci“ u. a.

## Menschen aus Bošnjaci
Hier lebten auch bekannte Personen wie z. B. der Schriftsteller fra. Bernardin Tomo Leaković, der Schriftsteller Matija Antun Reljković (1732–1798), der General Kuzman Bogutovac, die Malerin Sonja Kovačić und die Schauspieler Vanja Drach und Nada Subotić.
Der Großteil der heutigen Bevölkerung lebt von der Landwirtschaft oder arbeitet in den naheliegenden Orten und Städten.